# James Buchanan Eads
James Buchanan Eads, född 23 maj 1820 i Lawrenceburg, Indiana, död 8 mars 1887 i Nassau på Bahamas, var en amerikansk ingenjör.
Eads gjorde sig 1842 bekant genom sina dykarklockbåtar för bärgning av sjunkna fartyg och blev 1861 berömd genom att för nordstaternas räkning inom 100 dagar konstruera åtta pansrade flodångare för Mississippifälttåget. Hans mest bekanta brobyggnadsarbete är den väldiga kombinerade gatu- och järnvägsbron över Mississippifloden vid Saint Louis, utförd 1867–74. 
Ett namn i ingenjörvetenskapens historia förvärvade Eads genom sin reglering av Mississippiflodens utlopp, varigenom floden bringades att själv fördjupa sin strömfåra och gjordes lättare farbar i sitt nedersta lopp. Han verkade under sina sista år för en plan att bygga en skeppsjärnväg tvärs över Tehuantepecnäset i Mexiko och därmed göra transoceaniska kanaler i Centralamerika onödiga.